# Гипотеза когерентного рынка
Гипотеза когерентного рынка (англ. Coherent market hypothesis — CMH) — нелинейная статистическая модель. Была разработана Тонисом Веге и описана в 1991 году. Для основы модели Веге использовал теорию социальной имитации, которая в свою очередь является развитием физической модели Изинга, описывающей когерентное молекулярное поведение в ферромагнетике (то есть в металле, обладающем высокой магнитной проницаемостью).

## Основные идеи гипотезы
В отличие от гипотезы эффективного рынка, предполагающей рациональность инвесторов и мгновенное отражение всей доступной информации в ценах, гипотеза когерентного рынка учитывает поведенческие аспекты и социальную динамику. Она утверждает, что участники рынка склонны к стадному поведению, особенно в условиях неопределенности или сильных внешних воздействий, что приводит к когерентным (согласованным) движениям цен .
Модель Веге включает два ключевых параметра:ResearchGate
- h — фундаментальное смещение, отражающее влияние внешних экономических условий.
- k — уровень социальной имитации, определяющий степень когерентности поведения инвесторов.Smart-Lab+1Science Fandom+1

При определенных значениях этих параметров рынок может переходить из состояния хаоса в когерентное состояние, характеризующееся устойчивыми трендами и сниженной волатильностью.

### Применение и значение
Гипотеза когерентного рынка предлагает более реалистичную модель поведения финансовых рынков, учитывая психологические и социальные факторы. Она может быть полезна для анализа рыночных пузырей, кризисов и других аномалий, не объяснимых традиционными теориями. Кроме того, она открывает возможности для разработки новых стратегий инвестирования и управления рисками, основанных на понимании социальной динамики рынка.
Таким образом, гипотеза когерентного рынка представляет собой важный вклад в поведенческую экономику и теорию финансовых рынков, предлагая альтернативный взгляд на механизмы ценообразования и динамику рыночных процессов.